# Mexcala
Mexcala is een geslacht van spinnen uit de familie springspinnen (Salticidae).

## Soorten
De volgende soorten zijn bij het geslacht ingedeeld:
- Mexcala agilis Lawrence, 1928
- Mexcala angolensis Wesolowska, 2009
- Mexcala caerulea (Simon, 1901)
- Mexcala elegans Peckham & Peckham, 1903
- Mexcala farsensis Logunov, 2001
- Mexcala fizi Wesolowska, 2009
- Mexcala formosa Wesolowska & Tomasiewicz, 2008
- Mexcala kabondo Wesolowska, 2009
- Mexcala macilenta Wesolowska & Russell-Smith, 2000
- Mexcala meridiana Wesolowska, 2009
- Mexcala monstrata Wesolowska & van Harten, 1994
- Mexcala namibica Wesolowska, 2009
- Mexcala nigrocyanea (Simon, 1886)
- Mexcala ovambo Wesolowska, 2009
- Mexcala quadrimaculata (Lawrence, 1942)
- Mexcala rufa Peckham & Peckham, 1902
- Mexcala signata Wesolowska, 2009
- Mexcala synagelese Wesolowska, 2009
- Mexcala torquata Wesolowska, 2009
- Mexcala vicina Wesolowska, 2009